# یامائوچی چیو
یامائوچی چیو (به ژاپنی: 山内千代 Yamauchi Chiyo); ۱ ژانویهٔ ۱۵۵۷ – ۳۱ دسامبر ۱۶۱۷) یک زن در دوره سنگوکو و دوره ادو اهل ژاپن بود. وی که در تاریخ به خاطر فداکاری و ارادت به خانواده اش شناخته می‌شود، تلاش وی برای موفقیت خاندان یامائوچی، یک خاندان سامورایی تحت رهبری شوهرش، یامائوچی کاتسوتویو از اهمیت حیاتی برخوردار بود.